# 11SKIES
11 SKIES，又名11天空，是位於香港赤鱲角香港國際機場航天城的商業設施。11 SKIES跟香港國際機場二號客運大樓及亞洲國際博覽館以行人天橋連接，同時毗鄰屯門至赤鱲角連接路及港珠澳大橋，前身為航天城高爾夫球場，整個項目預計於2022年至2025年分階段落成。
11 SKIES由新世界發展興建，其總樓面面積達380萬平方呎，並由新世界發展旗下K11負責營運，總投資額高達200億港元。當中零售及餐飲部分佔地266萬平方呎，設有約800家店舖，涵蓋逾120種餐飲概念。娛樂空間總樓面面積則佔約57萬平方呎。此外設有三幢主題式甲級辦公大樓，總樓面面積與娛樂區相若，包括金融及財富管理、健康醫養等租戶，由K11 ATELIER負責營運。

## 致命工業意外
2023年8月19日，一名34歲男電工在地盤爬上假天花駁電時疑觸電昏迷，送院後不治。死者家屬之後曾經與涉事承建商協盛建築集團進行談判，但未能就賠償達成共識。死者胞姊指出弟弟是一家支柱，但電梯公司和三間公司只說沒錢付，不願意協助辦身後事。工業傷亡權益會總幹事蕭倩文指家屬希望可獲殮葬方面的協助及賠償生活費。到8月22日，協盛建築集團指已聯同外判商代表與死者家屬就恩恤金及善後安排達成共識，將繼續與死者家屬保持溝通，提供適切協助。

## 外部連結
- 官方网站